# Artrită infecțioasă
Artritele  infecțioase reprezintă un grup de afecțiuni articulare caracterizate prin afectarea inflamatorie de natură infecțioasă. Există numeroase microorganisme care pot cauza suferință articulară fie prin prezența și invazia directă în focarul articular sau pot determina afectare indirectă, prin activarea anormală a sistemului imun.